# Chiesa di Santa Maria in Vezzulla
La chiesa di Santa Maria in Vezzulla è un luogo di culto cattolico situato nel comune di Masone, in via Romitorio, nella città metropolitana di Genova. L'edificio è il sacrario dei partigiani caduti nella strage del Turchino del 19 maggio 1944.

## Storia e descrizione

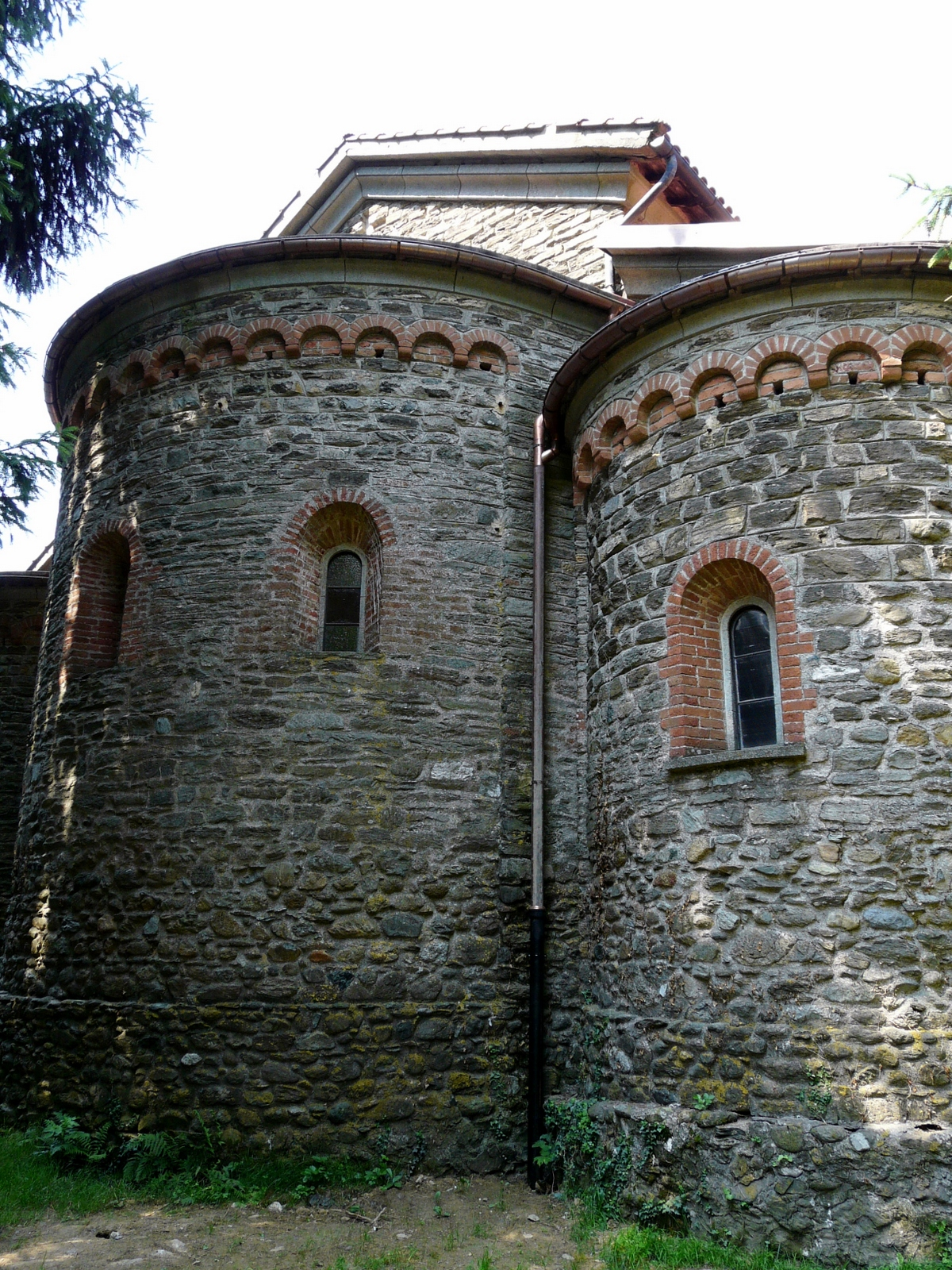
Particolare della zona absidale esterna

Nota come "il Romitorio" sorge su un pianoro alluvionale (411 m s.l.m.) alla destra del torrente Vezzulla e venne eretta dai monaci Benedettini intorno al XII secolo. In seguito officiata dai monaci Regolari di Mortara (nel Pavese) fu poi affidata alle monache Cistercensi, quindi nuovamente ai Benedettini di Sestri Ponente.
Nei secoli a seguire sarà abbandonata, in seguito alla crisi dei monasteri cistercensi, e più volte danneggiata dalle frequenti alluvioni che porteranno alla rovina dell'antico edificio religioso.
Successivamente alla seconda guerra mondiale venne riedificata dalla Soprintendenza ai Monumenti della Liguria tra il 1945 e il 1950, utilizzando per la ricostruzione le originali fondamenta recuperate e le absidi.
Oggi l'edificio religioso, detta "chiesa del romitorio", è stato adibito come sacrario dei partigiani - "Sacrario dei Martiri del Turchino e della Resistenza" - caduti in battaglia per la liberazione del paese.